# Boesenbergia armeniaca
Boesenbergia armeniaca är en enhjärtbladig växtart som beskrevs av Elizabeth Jill Cowley. Boesenbergia armeniaca ingår i släktet Boesenbergia och familjen Zingiberaceae. Inga underarter finns listade i Catalogue of Life.